# Oh, Hi!
Oh, Hi! ist eine Filmkomödie von Sophie Brooks. Im Film spielen Molly Gordon und Logan Lerman ein junges Paar, dessen erster romantischer Wochenendausflug schiefgeht. Der Film feierte Ende Januar 2025 beim Sundance Film Festival seine Premiere und soll Ende Juli 2025 in die US-Kinos kommen.

## Handlung
Iris und Isaac haben einen romantischen Wochenendausflug in High Falls geplant und dort ein Airbnb gemietet. Das wunderschöne und großzügig ausgestattete Haus am See erweist sich als ein kleines Paradies. Sie haben viel Sex, schwimmen im See, kochen Jakobsmuscheln und speisen unter Lichterketten. Isaac mag Bücher, während Iris ein Filmmensch ist.
Nachdem sie in einem Schrank einige Sexspielzeuge und anderes Equipment finden, beschließen sie, dieses auszuprobieren und reden über ihre bevorzugten Sexstellungen. Sie macht seine Fuß- und Handgelenke an dem Himmelbett fest und weigert sich, diese wieder zu lösen, als er ihr erzählt, dass er in ihrer noch jungen Beziehung nicht treu gewesen ist.

## Produktion
Regie führte Sophie Brooks, die auch das Drehbuch schrieb. Es handelt sich bei Oh, Hi! nach The Boy Downstairs von 2017 um ihren zweiten Spielfilm.
Molly Gordon und Logan Lerman spielen in den Hauptrollen Iris und Isaac. Geraldine Viswanathan und John Reynolds spielen Iris‘ beste Freundin Max und ihren Freund Kenny, die in dem Airbnb auftauchen, um zu helfen.
Kameramann Conor Murphy war zuletzt für The Witch Next Door von Brett und Drew T. Pierce, das Filmdrama Little Brother von Sheridan O’Donnell und den Horrorfilm Somewhere Quiet von Olivia West Lloyd tätig.
Die Filmmusik komponierte der Brite Steven Price.
Die Weltpremiere des Films fand am 26. Januar 2025 beim Sundance Film Festival statt. Im April 2025 erfolgten Vorstellungen beim Miami Film Festival. Im Juni 2025 wird er beim Tribeca Film Festival und beim Nantucket Film Festival gezeigt. Die weltweiten Rechte sicherte sich Sony Pictures Classics. Am 25. Juli 2025 soll der Film in ausgewählte US-Kinos kommen.

## Rezeption
Von den bei Rotten Tomatoes aufgeführten Kritiken sind 62 Prozent positiv. Bei Metacritic erhielt der Film einen Metascore von 62 von 100 möglichen Punkten.